# Francisco Antonio Nieto Súa
Francisco Antonio Nieto Súa (ur. 17 września 1948 w Panqueba) – kolumbijski duchowny rzymskokatolicki, w latach 2015–2024 biskup Engativá.

## Życiorys
Święcenia kapłańskie przyjął 30 listopada 1973 i został inkardynowany do archidiecezji Bogoty. Przez kilka lat pracował jako duszpasterz parafialny. W latach 1980-1983 studiował w Rzymie, zaś po powrocie do kraju został wykładowcą bogotańskiego seminarium duchownego. W 1995 objął probostwo w stołecznej parafii św. Józefa Kalasancjusza, zaś w 2000 otrzymał nominację na wikariusza biskupiego dla rejonu Espíritu Santo.
22 października 2008 został mianowany biskupem pomocniczym Bogoty ze stolicą tytularną Teglata in Numidia. Sakry biskupiej udzielił mu 17 listopada 2008 kard. Pedro Rubiano Sáenz.
2 lutego 2011 otrzymał nominację na biskupa San José del Guaviare, zaś 26 czerwca 2015 został mianowany biskupem diecezji Engativá.
29 czerwca 2024 papież przyjął jego rezygnację z pełnionego urzędu złożoną ze względu na wiek.